# Liste der Biografien/Vav
Liste der Biografien |
Portal Biografien |
Personensuche
# |
A |
B |
C |
D |
E |
F |
G |
H |
I |
J |
K |
L |
M |
N |
O |
P |
Q |
R |
S |
T |
U |
V |
W |
X |
Y |
Z |
?
 
Va |
Vd |
Ve |
Vh |
Vi |
Vj |
Vl |
Vn |
Vo |
Vr |
Vs |
Vt |
Vu |
Vy
 
Vaa |
Vab |
Vac |
Vad |
Vae |
Vaf |
Vag |
Vah |
Vai |
Vaj |
Vak |
Val |
Vam |
Van |
Vap |
Vaq |
Var |
Vas |
Vat |
Vau |
Vav |
Vaw |
Vax |
Vay |
Vaz
Die Liste der Biografien führt alle Personen auf, die in der deutschsprachigen Wikipedia einen Artikel haben. Dieses ist eine Teilliste mit 36 Einträgen von Personen, deren Namen mit den Buchstaben „Vav“ beginnt.

## Vav

### Vava
- Vavá (1934–2002), brasilianischer Fußballspieler
- Vavak, Anna (1913–1959), tschechisch-österreichische Widerstandskämpferin
- Vavasseur, Didier (* 1961), französischer Kanute
- Vavasseur, Jacques Le (* 1876), französischer Adeliger
- Vavasseur, Sophie (* 1992), irische Schauspielerin
- Vavassori, Andrea (* 1995), italienischer TennisspielerAndrea Vavassori (* 1995)

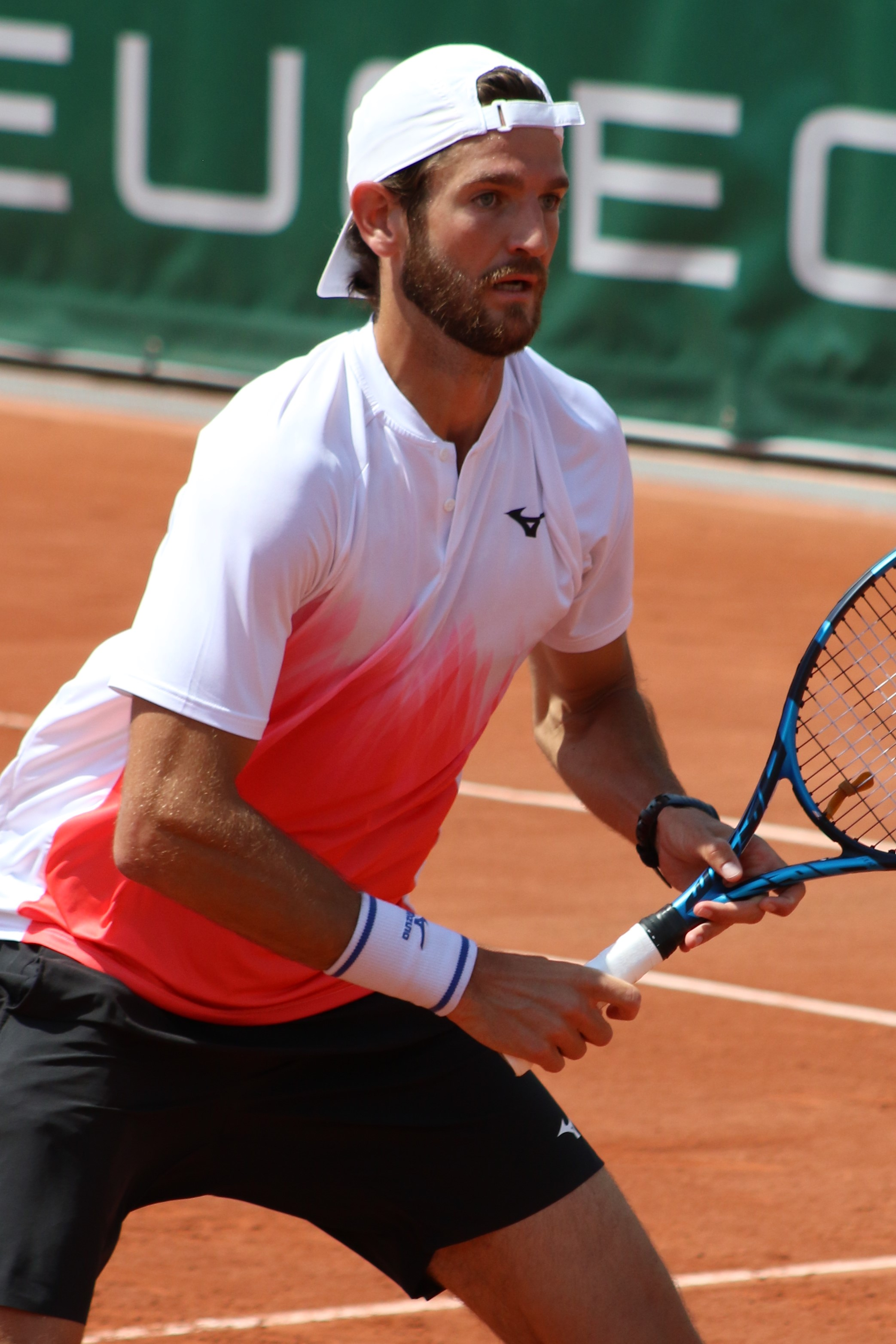
Andrea Vavassori (* 1995)

- Vavatsi, Despina (* 1978), griechische Biathletin

### Vavi
- Vavić, Anika (* 1975), serbische Pianistin
- Vavic, Marko (* 1999), US-amerikanischer Wasserballspieler
- Vavilov, Toomas (* 1969), estnischer Klarinettist und Dirigent
- Vavis, griechischer Sportschütze

### Vavr
- Vávra, Bohumil (1916–2007), tschechischer Schauspieler
- Vávra, Daniel (* 1975), tschechischer Computerspieleentwickler
- Vavra, Elisabeth, österreichische Forscherin und Ausstellungskuratorin
- Vavra, Frank Joseph (1890–1966), US-amerikanischer Maler
- Vavra, Helmuth (1966–2022), österreichischer Kabarettist
- Vávra, Jiří (* 1975), tschechischer Fußballspieler
- Vávra, Karel (* 1946), tschechoslowakischer Radrennfahrer
- Vavra, Maria (* 1948), deutsche Juristin und Richterin am Bayerischen Verfassungsgerichtshof
- Vávra, Otakar (1911–2011), tschechischer Filmregisseur, Dramaturg und Pädagoge
- Vávra, Vladimír, tschechoslowakischer Radrennfahrer und Manager
- Vávra, Vlastimil (* 1991), tschechischer Biathlet
- Vavřačová, Dana (* 1954), tschechische Leichtathletin
- Vavrák, Peter (* 1982), slowakischer Schachspieler
- Vavrik, Christoph (* 1961), österreichischer Politiker (ÖVP), Abgeordneter zum Nationalrat
- Vavrik, Elfriede (* 1929), österreichische Autorin
- Vavrik, Harald (* 1935), österreichischer Diplomat
- Vavrík, Pavol (* 1978), slowakischer Fußballspieler
- Vavrik, Stephan (* 1962), österreichischer Diplomat
- Vavrinec, Miroslava (* 1978), slowakische TennisspielerinMiroslava Vavrinec (* 1978)

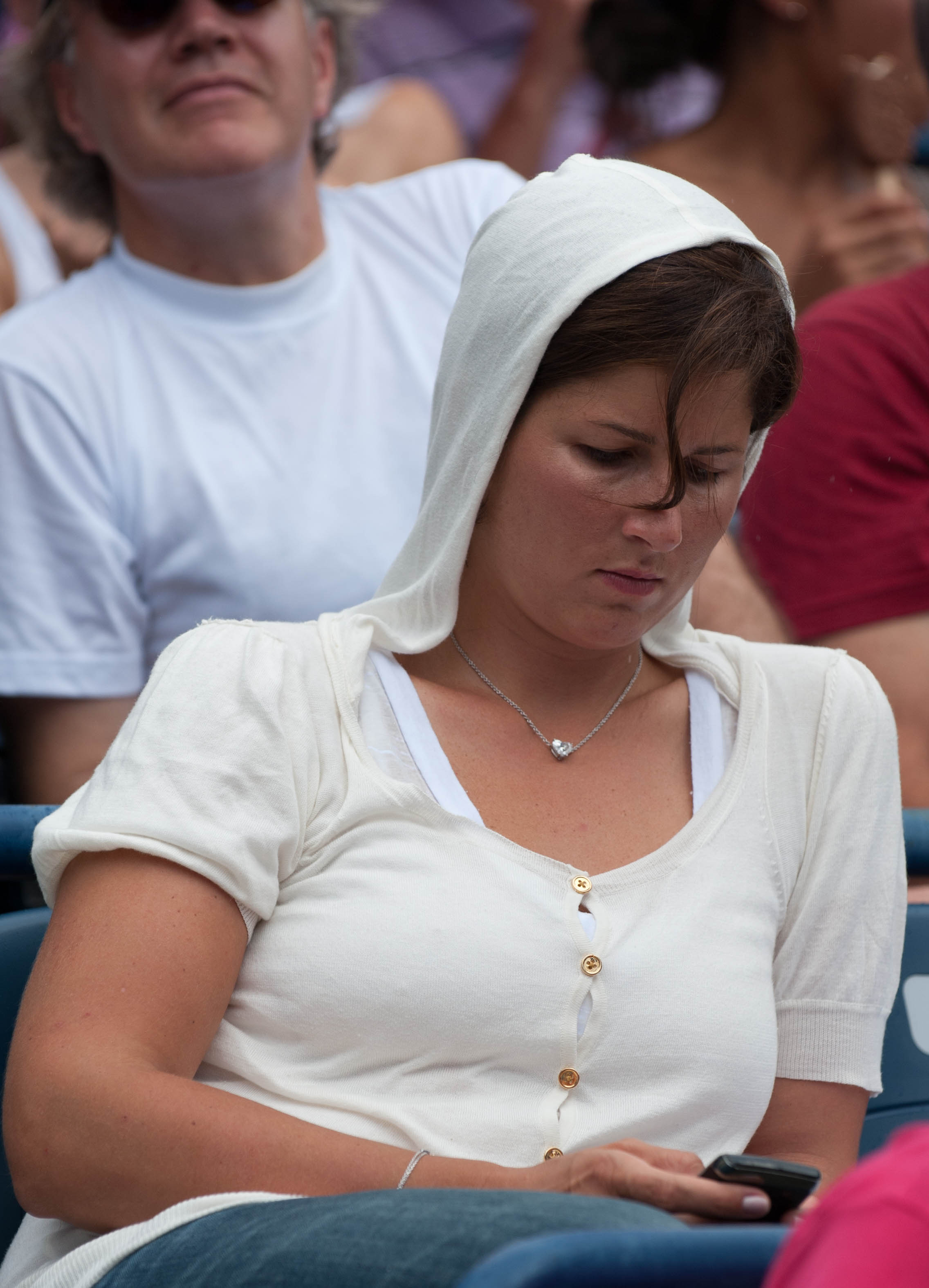
Miroslava Vavrinec (* 1978)

- Vavro, Denis (* 1996), slowakischer Fußballspieler
- Vavrousek, Niko (* 1991), österreichischer Fußballspieler
- Vávrová, Dana (1967–2009), tschechisch-deutsche Filmschauspielerin und -regisseurin
- Vávrová, Zdeňka (* 1945), tschechische Astronomin
- Vavruška, David (* 1972), tschechischer Fußballtrainer
- Vavruška, Miloš (1924–2003), tschechischer Schauspieler